# Neon kiyotoi
Neon kiyotoi là một loài nhện trong họ Salticidae.
Loài này thuộc chi Neon. Neon kiyotoi được Ikeda miêu tả năm 1995.